# Balbura fasciata
Balbura fasciata é uma mariposa da subfamília Arctiinae. Pode ser encontrada na América Central, incluindo Belize, Costa Rica, Guatemala, México e Honduras.